# Campeonato Sudamericano Femenino Sub-19 de 2004
El Campeonato Sudamericano Femenino Sub-19 de 2004 fue la primera edición del torneo. Se disputó entre el 25 y el 29 de mayo de 2004 en la ciudad brasileña de Angra dos Reis. Por única vez, participaron sólo cuatro selecciones: Brasil, que clasificó automáticamente como organizador del torneo, y Bolivia, Ecuador y Paraguay, selecciones que clasificaron desde una ronda previa disputada por nueve asociaciones pertenecientes a Conmebol. Fue la única vez en la historia del certamen en la que participaron selecciones sub-19.
Brasil fue campeón, y como tal, se clasificó automáticamente a la Copa Mundial Femenina de Fútbol Sub-19 de 2004 a disputarse en Tailandia.

## Sede
Todos los partidos se disputaron en el Estadio Jair Carneiro Toscano de Brito, de la ciudad de Angra dos Reis.
| Angra dos Reis                         |
| -------------------------------------- |
| Río de Janeiro                         |
| Estadio Jair Carneiro Toscano de Brito |
| Capacidad: 5 000                       |
|                                        |

## Equipos participantes
| Equipos participantes | Equipos participantes | Equipos participantes | Equipos participantes |
| --------------------- | --------------------- | --------------------- | --------------------- |
| Brasil                | Bolivia               | Ecuador               | Paraguay              |

## Resultados
| Selección | Pts | PJ | PG | PE | PP | GF | GC | Dif |
| --------- | --- | -- | -- | -- | -- | -- | -- | --- |
| Brasil    | 9   | 3  | 3  | 0  | 0  | 16 | 4  | 12  |
| Paraguay  | 6   | 3  | 2  | 0  | 1  | 5  | 5  | 0   |
| Ecuador   | 3   | 3  | 1  | 0  | 2  | 4  | 10 | −6  |
| Bolivia   | 0   | 3  | 0  | 0  | 3  | 1  | 7  | −6  |

| 25 de mayo de 2004 | Paraguay | 1:0 (0:0) | Bolivia | Estadio Jair Carneiro Toscano, Angra dos Reis |  |
|                    | Soto 83' | Reporte   |         |                                               |  |

| 25 de mayo de 2004 | Brasil                                                                                     | 7:2 (3:0) | Ecuador                           | Estadio Jair Carneiro Toscano, Angra dos Reis |  |
|                    | Kelly 10' · Dayane 20', 76' (pen.) · Tatiana 41', 78' · Maurine 58' (pen.) · Cristiane 73' | Reporte   | Thaiane 47' (a.g.) · Pesántes 73' |                                               |  |

| 27 de mayo de 2004 | Paraguay                       | 2:0 (1:0) | Ecuador | Estadio Jair Carneiro Toscano, Angra dos Reis |  |
|                    | Mendoza 20' (pen.) · Rodas 81' | Reporte   |         |                                               |  |

| 27 de mayo de 2004 | Brasil                                                 | 4:0 (2:0) | Bolivia | Estadio Jair Carneiro Toscano, Angra dos Reis |  |
|                    | Cristiane 32' · Renata 45+1' · Kelly 63' · Maurine 66' | Reporte   |         |                                               |  |

| 29 de mayo de 2004 | Bolivia  | 1:2 (0:2) | Ecuador                      | Estadio Jair Carneiro Toscano, Angra dos Reis |  |
|                    | Ríos 71' | Reporte   | Camacho 2' (pen.), 7' (pen.) |                                               |  |

| 29 de mayo de 2004 | Brasil                                                              | 5:2 (2:2) | Paraguay                 | Estadio Jair Carneiro Toscano, Angra dos Reis |  |
|                    | Dayane 27', 84' (pen.) · Maurine 30' · Tatiana 90+2' · Elaine 90+3' | Reporte   | Ruiz 24' · Mendoza 45+2' |                                               |  |

|                            |
| Bandera de Brasil          |
| Campeón Brasil 1.er título |

## Clasificado aTailandia 2004
| Bandera de Brasil |
| Brasil            |
| ----------------- |